# Тамбица (река, впадает в Речную губу Онежского озера)
Тамбица — река в России, протекает по территории Толвуйского и Великогубского сельских поселений Медвежьегорского района Республики Карелии. Длина реки — 20 км, площадь водосборного бассейна — 108 км².

## Общие сведения
Река берёт начало из болота без названия и далее течёт преимущественно в юго-восточном направлении.
Река в общей сложности имеет три малых притока суммарной длиной 5,5 км.
Впадает на высоте 33,0 м над уровнем моря в Речную губу Онежского озера.
Код объекта в государственном водном реестре — 01040100612102000015570.